# Sokolova Balka, Novi Sanjarî
Sokolova Balka (în ucraineană Соколова Балка) este localitatea de reședință a comunei Sokolova Balka din raionul Novi Sanjarî, regiunea Poltava, Ucraina.

## Demografie
Componența lingvistică a localității Sokolova Balka
     Ucraineană (96,59%)
     Rusă (3,14%)
     Alte limbi (0,28%)
Conform recensământului din 2001, majoritatea populației localității Sokolova Balka era vorbitoare de ucraineană (96,59%), existând în minoritate și vorbitori de rusă (3,14%).